# Pennisetum macrostachyum
Pennisetum macrostachyum är en gräsart som först beskrevs av Adolphe-Théodore Brongniart, och fick sitt nu gällande namn av Carl Bernhard von Trinius. Pennisetum macrostachyum ingår i släktet borstgräs, och familjen gräs. Inga underarter finns listade i Catalogue of Life.